# 黄复生 (昆虫学家)
黄复生（1932年—2021年6月13日），昆虫学家，中国科学院动物研究所研究员。
为国家二级保护野生动物中华缺翅虫及墨脱缺翅虫的发现者和命名人。黄氏缺翅虫（Zorotypus huangi）是以他命名。

## 主要学术著作
- 主编：
  - 《中国动物志 昆虫纲 第十七卷 等翅目》，科学出版社，2000年，ISBN  9787030071002
  - 《西藏昆虫》，科学出版社，1982年
  - 《中国古代动物名称考》，科学出版社，2017年，ISBN 9787030499035
- 副主编：
  - 《中华大典·生物学典·动物分典》（王祖望主编，副主编黄复生、冯祚建），云南教育出版社，2015年12月，ISBN 9787541590177 [3]